# 생명나무

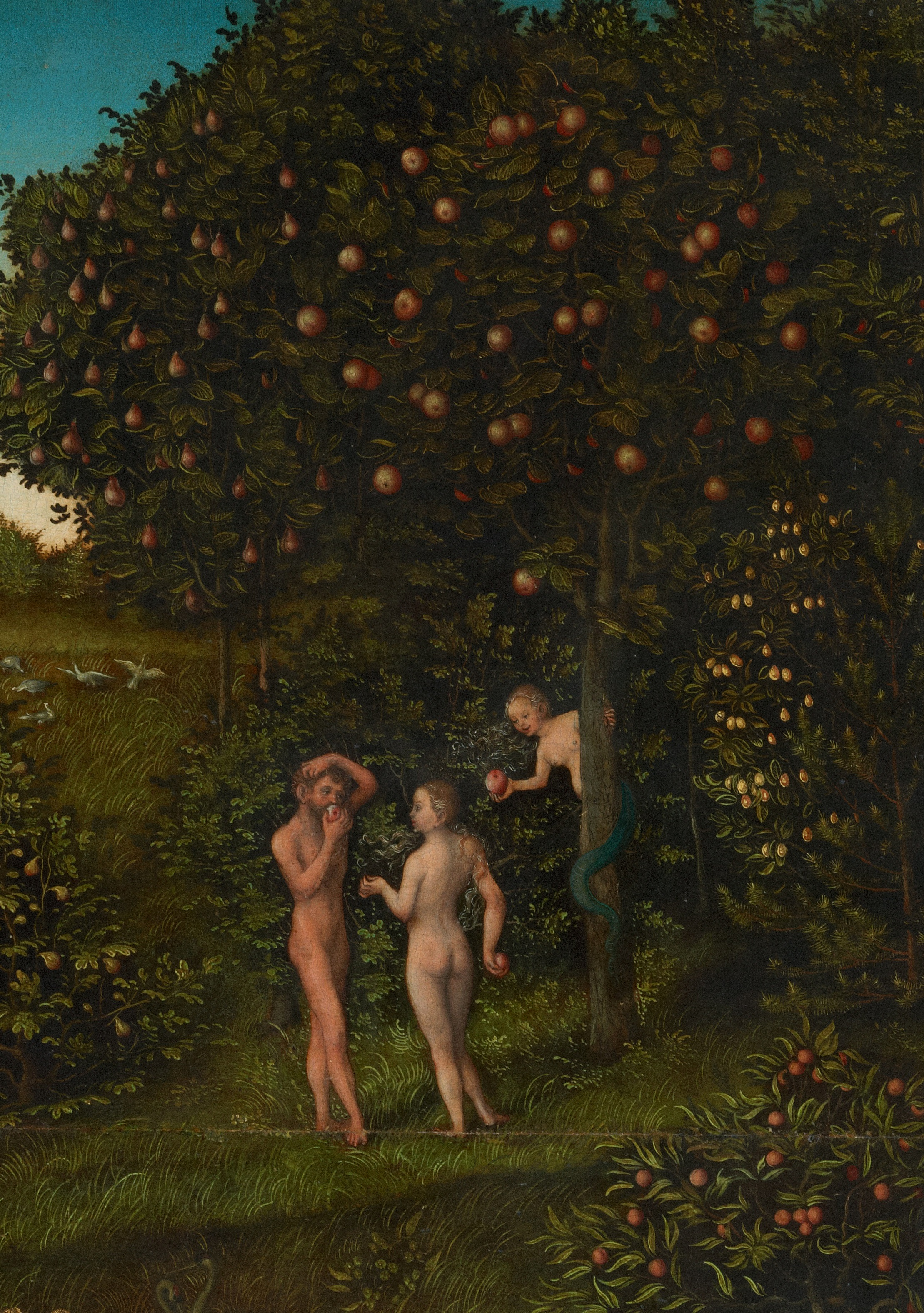
인류의 타락("The Fall of Man") - 루카스 크라나흐 작품: 생명나무(왼쪽)와 선악을 알게 하는 나무가 있는 에덴을 그리고 있다.

생명나무(히브리어: עץ החיים Etz haChayim), 생명의 나무, 생명수(生命樹)는 창세기에 나오는 어구이며, 야훼가 에덴 동산 한가운데에 심은, 불로장생과 같은 영원한 삶을 주는 열매를 지닌 나무를 가리킨다. 야훼는 생명나무와 더불어 선악을 알게 하는 나무를 심었다. (창세기 2장 9절) 그러나 일부 학자에 따르면 같은 나무에 두 가지 이름을 부여하였다는 설도 있다. 브리태니커 백과사전에 따르면 이 용어 둘 다 세계수의 형태이다.
아담과 하와가 에덴 동산에서 선악을 알게 하는 나무에서 선악과를 따먹은 뒤 생명나무의 열매를 먹지 못하는 장면이 나온다:
"주 하나님께서 이르시되, 보라, 남자가 우리 가운데 하나같이 되어 선악을 알게 되었도다. 이제 그가 자기 손을 들어 생명나무에서 나는 것도 따서 먹고 영원히 살까 염려하노라, 하시고"

## 같이 보기
- 선악을 알리는 나무